# DSB MX (I)
Die Baureihe MX (I) sind dieselelektrische Lokomotiven, die von Danske Statsbaner (deutsch Dänische Staatsbahnen) zu Beginn der 1930er Jahre beschafft wurden, um Dampflokomotiven zu ersetzen.

## Geschichte
Gegen Ende der 1920er Jahre beschlossen die Danske Statsbaner, Dampflokomotiven im Strecken- und Rangierdienst zu ersetzen. Erste Erfahrungen wurden mit der von Frichs Maskinfabrik og Kedelsmedie A/S in Århus gebauten Baureihe MV und einigen Triebwagen mit Verbrennungsmotor gemacht.
Aus diesem Grund wurden zwei große Lokomotiven für die Beförderung von Reisezügen zwischen Fredericia und Ålborg bestellt. Zur gleichen Zeit lag bei Frichs eine Bestellung für sechs Schmalspurlokomotiven für die Königlich Siamesischen Staatsbahnen vor, die dort die Betriebsnummern RSR 551–556 erhielten. Der Entwurf aus dieser Bestellung, jedoch in Normalspurausführung, führte zum Bau der beiden Lokomotiven der Baureihe MX.
Die beiden Lokomotiven mit den Baunummern 101 und 102 wurden im Februar 1932 zum Preis von je 385.000 Kronen an DSB geliefert. Sie waren nach dem Prinzip der bereits vorher gelieferten Lokomotiven gebaut worden. Mit zwei gleichen Sechszylinder-Viertakt-Dieselmotoren mit je 500 PS bei 600 Umdrehungen pro Minute waren sie stärker motorisiert als die Baureihen M, MV und MW. Die neuen Lokomotiven waren wesentlich kräftiger als die Dampflokomotiven der Baureihe K.
Der Lokomotivkasten der achtachsigen Lokomotiven war aus Stahl gefertigt. Die vier Treibachsen mit SKF-Rollenlager wurden durch einen direkt auf jeder Treibachse sitzenden Elektromotor angetrieben, der bei 2150 Umdrehungen pro Minute die Lokomotive auf eine Geschwindigkeit 90 km/h beschleunigte. Der Achsdruck betrug 13 Tonnen, das Gesamtgewicht der Lokomotive mit Wasser- und Ölvorräten belief sich auf 102,8 Tonnen.
Die Generatoren vom Typ Titan TF 115, die Elektromotoren sowie die gesamte Elektroinstallation wurden von A/S Titan in Odense zugeliefert. Sie hatten bei 600 Umdrehungen pro Minute eine Leistung von 295 kW bei einer Spannung von maximal 550 Volt. Mit einer Schaltanlage konnten die Elektromotoren auch auf den jeweils anderen Generator umgeschaltet werden. In jedem der beiden Führerstände befand sich eine Starteinrichtung für die beiden Dieselmotoren.
Die Führerhäuser besaßen auf jeder Seite eine Türe sowie eine Durchgangstüre zum Maschinenraum. Zur Streckensicht dienten drei Frontfenster.
Für die Zugheizung war ein ölgefeuerter Dampfkessel eingebaut. Für den Dampfkesselbetrieb wurden zwei Kubikmeter sowie für die Motorenkühlung ein weiterer Kubikmeter Wasser mitgeführt. Der Treibstoffbehälter fasste 3,5 t Dieselöl.

## Einsätze
Im Februar 1932 begannen mit der MX 131 die Probefahrten im 2. Distrikt zwischen Aarhus und Fredericia. Ab Juni 1932 fuhr MX 132 im 1. Distrikt von Kopenhagen nach Korsør, nach Hillerød, nach Helsingør und nach Kalundborg. Daraus wurde die Erkenntnis gezogen, dass die Lokomotiven ein Zuggewicht von 360 Tonnen einschließlich der Lokomotive selbst mit 75 km/h in der Ebene und mit 40 km/h auf einer Steigung von 1:100 befördern können. Vergleichsweise konnte die Dampflokomotivbaureihe K 270 t mit 75 km/h befördern.
Der erste planmäßige Einsatz der Lokomotiven erfolgte danach mit Expresszügen zwischen Fredericia und Aalborg mit einem Zuggewicht von 250 t und einer Geschwindigkeit von 70 bis 80 km/h. Bis 1939 wurden auch andere Züge auf der Østjyske længdebane von Aalborg bis Fredericia gefahren, als die Lillebæltsbroen 1935 eröffnet wurde, fuhren sie zudem bis Nyborg. Zwischendurch waren Werkstattaufenthalte in der Centralværkstedet Aarhus notwendig, um Probleme bei der Luftzufuhr für die Elektromotoren und Ablagerungen im Ölsumpf der Dieselmotoren zu beseitigen (MX 131: 1. Juli–19. September 1933; MX 132: 2.–29. September 1933).
Nach dem Ausbruch des Zweiten Weltkrieges wurde beide Lokomotiven anfänglich bis 1943 im Betriebswerk Aalborg abgestellt. MX 131 kam 1944 nach Bred, MX 132 nach Gelsted. 1946 wurden beide im Betriebswerk Århus wieder in Betrieb genommen.
Nach der Wiederinbetriebnahme wurden sie erneut auf der Østjyske længdebane und von Fredericia nach Nyborg verwendet. 1949 führten sie den Zug 914/52 Nyborg–Fredericia (Wagenreihung MX–CM–CM–CM–EC) und den Zug 47 Fredericia–Nyborg (Wagenreihung MX–DA–EC–CM–CM–CM–AV–CM), dazu Post- und Gepäckzüge. 1950 erfolgte die Umbeheimatung nach Fredericia. Im Oktober 1950 fuhr MX 131 mit 13.200 Kilometern die höchste erreichte monatliche Zugleistung.
Danach erfolgte mehr und mehr der Einsatz auf Nebenbahnen, wie mit einem Personenzug Aarhus–Skjern–Aarhus mit wenigen Wagen. Für MX 131 blieb Anfang 1954 bis zu ihrer Abstellung noch der Zug 914/52 und der Zug 39 Nyborg–Fredericia.
MX 132 stand 1949 wegen eines Kurbelwellenbruchs am Motor 1 neun Monate in die Werkstatt, 1952 folgte ein dreimonatiger Aufenthalt wegen des gleichen Problems an Motor 2. Ein weiterer Werkstattaufenthalt folgte 1954 für fünf Monate und 1955 für drei Monate. Es folgten Probleme mit den Motoraufhängungen, so dass die Lokomotive im Juli 1956 nur 6300 km zurücklegen konnte. Im Februar 1958 brannte der Generator 2 aus. Da die ersten Lieferungen der Baureihe MY (II) erfolgten, wurde entschieden, die Lokomotive nicht mehr instand zu setzen. Sie wurde am 4. Juni 1958 ausgemustert.

## Umbauten
An den Lokomotivenden wurden 1945 Schienenräumer angebracht.

## Verbleib
- MX 131 war bis 1953 in Århus beheimatet, wurde 1954 in der Centralværkstedet Aarhus abgestellt, am 29. Oktober 1957 ausgemustert, am 20. Oktober 1959 zur Verschrottung verkauft und 1960 verschrottet.
- MX 132 war bis 1955 in Århus beheimatet und 1958  nach der Ausmusterung dem Dänischen Eisenbahnmuseum in Odense übertragen. Bis 1968 stand sie in Skanderborg, nach einem Aufenthalt in der Centralværkstedet København von 1977 bis 1981 stand sie bis 1985 wieder in Århus, anschließend von 1989 bis 1991 in Viborg. Zwischen 1991 und 1995 wurde sie in der Centralværkstedet København aufgearbeitet und von 1997 ab in Odense ausgestellt. 1999 erfolgte eine Neulackierung. 2014 wurde sie in Randers hinterstellt.